# Alaafin

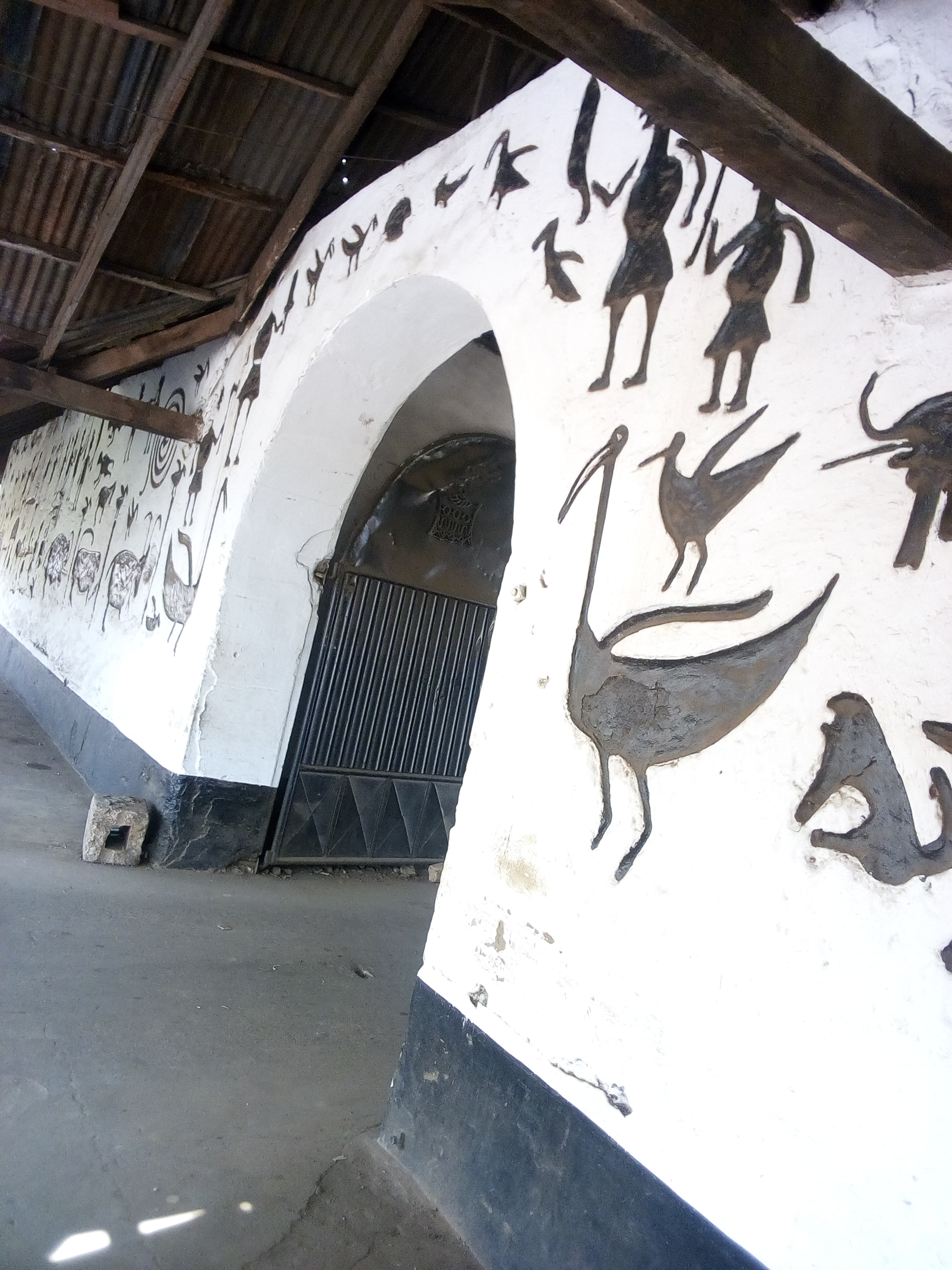
Entrada al palacio del Alaafin de Oyo.

Alaafin (en yoruba, «Hombre del Palacio») era el título honorífico y tratamiento del emperador de Imperio Oyo, en África Occidental. Tras la caída del imperio, el título ha mantenido hasta la actualidad para el gobernante ceremonial (Oba) de Oyo, en Nigeria.